# Popis epizoda serije Ne daj se, Nina

## Pregled serije
Prva sezona sadrži 55 epizoda.
- Napomena: Nisu navedeni datumi originalnog emitiranja, već datumi emitiranja repriza u 2010. godini na RTL televiziji u Hrvatskoj.

| Broj epizode | Sadržaj | Datum emitiranja |
| ------------ | --- | ---------------- |
| 1. epizoda   | Viktor Glowatzky (Ante Čedo Martinić), većinski vlasnik i direktor ugledne korporacije „Helena d.d.“, koju čine modna kuća „H-moda“ i izdavačka firma modnog magazina „Helena“, odlučio se povući u zasluženu mirovinu, a na čelo korporacije i „H-mode“ dolazi njegov sin David (Robert Kurbaša) kao novi predsjednik uprave. Time se Petar Vidić (Petar Ćiritović), brat njegove zaručnice i suvlasnik u kompaniji, koji osjeća veliku netrpeljivost prema Davidu, ne uspijeva domoći vodećeg mjesta u firmi. Nina Brlek (Lana Gojak) dolazi na dogovoreni intervju za mjesto tajnice novog predsjednika uprave, no direktor kadrovske službe Kovačević (Saša Buneta) uopće je ne prima na razgovor jer je na taj posao upravo primljena druga djevojka, Patricija Vučković (Bojana Ordinačev), prijateljica Barbare Vidić (Kristina Krepela), djevojke i zaručnice Davida Glowatzkog. Sve to primjećuje Viktor koji nije zadovoljan izborom nove tajnice svoga sina jer smatra da je Nina, obrazovana djevojka impresivnog životopisa, puno bolji izbor. Uz to, mišljenja je da Nina zbog svog skromnog izgleda neće biti metom zavođenja njegovog sina koji je poznati zavodnik i koji je zaručen, a i sigurno će bolje obnašati odgovoran posao uz sposobnu tajnicu. | 28.6.2010.       |
| 2. epizoda   | Patricija i Nina istodobno stižu na posao, ne znajući da su obje primljene na isto radno mjesto tajnice. Naima, ljubomorna Barbara, koja je namjestila svoju prijateljicu Patriciju na mjesto Davidove tajnice kako bi preko nje mogla Davida držati na oku, nije znala da je Viktor namijenio isti posao Nini. Zatečen situacijom, David odluči zaposliti Ninu i Patriciju kako bi se osvetio zaručnici i ocu. Patricija će raditi na recepciji i primati stranke, a Nina će se baviti organizacijom i planiranjem njegovih poslovnih obveza i privatnih poziva. Barbara pobjesni kada dozna da će sve Davidove osobne poslove obavljati Nina, a ne Patricija. U međuvremenu se priprema nova revija “H-mode” i prvo Davidovo krštenje kao novog direktora. No revija ne ide prema planu – nedostaju manekenke pa je Aleks (Edvin Liverić), dizajner „H-mode“ izvan sebe, fotografi nisu dogovoreni, a kupci stižu. Uz sve to, David, iako zatrpan poslom, nalazi vremena očijukati s manekenkama zajedno sa svojim direktorom marketinga i najboljim prijateljem Markom (Andrija Milošević). Barbara ljutito promatra kako se odvija situacija, dok se Petar naslađuje i nada da će sve poći krivo… | 29.6.2010.       |
| 3. epizoda   | Sve je spremno za reviju „H-mode“: uzvanici su na svojim mjestima, a modeli spremni prošetati nove kreacije pistom. Revija je u tijeku, a Nina pokušava pronaći Davida kako bi mu predala paletu boja. Pronalazi prolaz do backstagea, gdje susreće Patriciju koja joj pakosno pokazuje put do Davida - ravno kroz prolaz do piste. Iznenađena Nina nađe se na pisti i, pretvarajući se da je model, odluči prošetati njome, ali se spotakne i padne. Nina, David i Viktor su u šoku, Petar, direktor modnog časopisa „Helena“, zadovoljan je i misli da je to kraj Davidove direktorske karijere. No uzvanici, uključujući i Tonyja Cetinskog, oduševljeni su neobičnim i originalnim pristupom reviji te misle da je sve bio dio showa. Revija postiže nevjerojatan publicitet i uspjeh te se narudžbe kupaca utrostruče. Nakon revije David odlazi odvesti manekenku Klaudiju kući, a Peter ih prati, vjerujući da će Davida uhvatiti na djelu kako vara Barbaru, no David obija Klaudijino nabacivanje. David je nezadovoljan Patricijom - ona nikada nije na radnom mjestu, a tijekom radnog vremena se sređuje i odlazi na tretmane uljepšavanja. Nakon incidenta s bivšom Davidovom djevojkom i modelom Kristinom Maras, kada je ona napustila snimanje, a cijenjeni modni fotograf Perasović bio iživciran njezinim ponašanjem, Perasović će na nagovor Aleksa ponovno fotografirati za editorijal tvrtke. No Patricija umalo upropasti fotografiranje... Moniki (Linda Begonja), modnoj urednici časopisa „Helena“ i Petrovoj asistentici, padne na pamet ideja kako ocrniti Davida. U plan uključuju Kristinu Maras, koja ne zna da je David zaručen i poznata je po svom neuravnoteženom i eksplozivnom karakteru… | 30.6.2010.       |
| 4. epizoda   | Kristina Maras, model s kojim je David imao kratku aferu, dolazi u H-modu. Nina zna da bi Barbara bila uzrujana da to dozna pa pokušavati spasiti situaciju lažući da David mora na sastanak s Matkovićem u Spektar. To bi Kristini i Davidu omogućilo da neprimijećeno iziđu iz tvrtke, a njemu da joj objasni kako je njihova veza odavno na kraju. No Patricija susreće Kristinu i javlja to Barbari, koja pokušava uhvati Davida u laži te zove Matkovića. Nina, u zavrzlama koje uključuju Matkovića i direktora marketinga H-Mode Marka te usprkos Barbarinu i Patricijinu pritisku, uspijeva spasiti dan. No Barbara ne odustaje tako lako. Sumnja da Nina izmišlja kako bi sakrila Davidove laži pa joj daje otkaz… | 1.7.2010.        |
| 5. epizoda   | Nina je bratu Davoru odlučila ispuniti želju te ga nakon Davidovog dopuštenja dovodi u posjet redakciji časopisa Helena. No u zaposlenom uredu nitko nema vremena posvetiti mu se. Nakon sukoba sa Sofijom Glowatzky, Petar je optužuje da je nezasluženo prednost uvijek davala svom sinu Davidu. Također joj otvoreno priznaje da misli kako je bolji i sposobniji od Davida te žali što ga je posvojila. Nakon te izjave Sofija ga izbacuje iz kuće. Istovremeno, započinje kolegij Upravnog odbora H-mode. Patricija krade Nini izvještaj i godišnje planove o budućoj strategiji firme, pripremljene za sastanak i predstavlja ih kao svoj rad. David prezentira svoj ambiciozan poslovni plan, a Petar traži od financijskog direktora tvrtke Jurića da pronađe manjkavosti u izvještaju, ucjenjujući ga malverzacijama koje je radio u Promaxu. U međuvremenu, u intervjuu s Kristinom Maras, Monika saznaje sočne detalje iz veze Davida i Kristine, koji bi Davidu mogli naštetiti u karijeri. Na drugom kraju grada roditelji Nini kupuju odjeću kako bi lijepo izgledala na poslu. | 2.7.2010.        |
| 6. epizoda   | Na kraju radnog dana David i Barbara odlaze kući na romantičnu večeru. No Patricija ima još posla jer do sutra mora napraviti novi plan, koji uključuje najvažniju stavku - analizu troškova. Pošto ne zna kako ga napisati, zove Marka i moli ga za pomoć, no zavodniku se za njega karakteristične misli motaju po glavi… Pisanja izvješća istovremeno se prihvaća i Nina kako bi dokazala da je i prvotni sastavila. No i ona dobiva malu pomoć dolaskom Nikole. Na drugom kraju grada Monika ima intervju s bivšom Davidovom djevojkom koji bi trebao izaći u idućem broju časopisa „Helena“ i koji bi Davidu trebao zadati velike glavobolje… | 5.7.2010.        |
| 7. epizoda   | Nakon što je provela noć s Markom, Patricija kasni na posao i ne donosi izvještaj. Žureći na posao, Nina ispred zgrade tvrtke padne i razbije koljeno pa ne stigne na vrijeme u ured. David je nervozan i bijesan što svi kasne, a poslovni plan nije napravljen. Istresa se na Patriciju i Marka, ali ponajviše na Ninu, koja izgubi živce i daje otkaz. No, prije odlaska, Nina uruči Davidu plan koji je sastavljala cijelu prošlu noć. Ubrzo on shvati da je pogriješio pa odlazi do njezine kuće, moli je za oprost i traži da se vrati se na posao. Kada Barbara shvati da se Nina vratila u ured, te da Patricija opet ima konkurenciju na mjestu Davidove tajnice, izgubi živce i upozorava Davida da razmisli o svojim postupcima. David i Marko su impresionirani Nininim izvješćem, no Jurić pronalazi grešku i želi Petru na nju ukazati. Petar je više nego zadovoljan otkrivenim propustom u izvještaju zbog kojeg će se Davidova direktorska stolica dobro zatresti. No kako nevolje nikada ne dolaze same, u novom broju časopisa „Helena“ izlazi intervju s bivšom Davidovom ljubavnicom, Kristinom Maras. Ona ga nije štedjela, prikazala ga je kao velikog zavodnika koji je imao odnose s mnogim djevojkama, čak i kada je bio s njom u vezi. Nije se libila otkriti i pojedinosti iz njihovog ljubavnog života. Barbara je zapanjena kada pročita intervju. Čitava tvrtka o njemu bruji, a David zna da za podvalu može „zahvaliti“ Petru… | 7.7.2010.        |
| 8. epizoda   | David krene prema Petru, namjeravajući mu se osvetiti, no zaustavlja ga Nina. Smiruje ga govoreći mu da ne pogoršava skandal nastao izlaskom intervjua. David uspije uvjeriti Barbaru da je intervju prepun laži, a ona se sada okomljuje na Petra, koji je uvjerava da je sve učinio u najboljoj namjeri kako bi joj pokazao Davidovo pravo lice. Nakon Barbare, u Petrov ured stiže i Viktor, također tražeći objašnjenje za intervju koji bi mogao upropastiti tvrtku. No Petar ima odgovor i na Viktorove optužbe - tvrdi da je Kristina Maras po svaku cijenu željela dati intervju medijima, a on je, objavivši cenzuriranu verziju u „Heleni“, situaciju stavio pod nadzor. David šalje Ninu i Marka da Petru i financijskom direktoru Juriću prezentiraju plan. Nina na sastanku uspješno brani troškovnik, koji je dodatno promijenila i usavršila, tako da Petru i Juriću preostaje jedino prihvatiti ga. Frustrirani Petar odlazi u Davidov ured i provocira ga… | 8.7.2010.        |
| 9. epizoda   | Nakon radnog dana Nina dolazi kući i iznenadi se kad sazna da je njezin brat Davor imao veze s intervjuom objavljenim u magazinu „Helena“, u kojem je Kristina Maras ocrnila Davida. Patricija traži od Barbare da joj pomogne maknuti Ninu s mjesta Davidove pomoćnice kako bi ona mogla raditi taj posao. Ljubomorna Barbara pristaje jer joj odgovara da Patricija drži Davida na oku kako ne bi švrljao naokolo. David sazove sastanak menadžmenta na kojem objavi da firma kreće u realizaciju godišnjeg plana i, na iznenađenje svih prisutnih, najavljuje Ninino promaknuće. Sve gotovinske transakcije „H-mode“ i sestrinske firme „Helena“ magazina ubuduće će voditi Nina. Smjenjuje direktora Jurića i financijsko izvršenje plana prepušta Nini. No Patricija hrabri Jurića da se ne predaje olako i neka samo čeka svoju priliku… | 9.7.2010.        |
| 10. epizoda  | Nakon završetka radnog dana Patricija poziva Petra na večeru u Toscu samo kako bi Marka učinila ljubomornim. U isto vrijeme u Toscu dolaze Aleks i Monika, koja, spazivši Petra i Patriciju zajedno, poludi od ljubomore i demonstrativno napusti restoran. Na drugom kraju grada David od Barbare sazna da je Patricija na večeri s Petrom i ta ga vijest neugodno iznenadi. Idući dan u uredu Nina pomaže Davidu ispuniti bankovne formulare za podizanje kredita. Zbog toga se s njom sukobljava financijski direktor Jurić, koji osjeća da je njezinim uplitanjem u bankarske poslove ugrožena njegova pozicija. Njegov se strah uskoro pokaže opravdanim jer David imenuje Ninu šeficom financija. U namjeri da pomogne Nini doći do dokumenata do kojih nema pristup u kompjuteru, Nikola stiže u „H-modu“ i bez njezinog znanja ulazi u sistem te krade aplikacije koje sistematiziraju financijske podatke firme. Iako šokirana njegovim postupkom, Nina je zahvalna. Nikola pogrešno protumači njezinu zahvalnost i poljubi je u usta te pokrene svađu… | 10.7.2010.       |
| 11. epizoda  | Nina je potištena pa joj majka predlaže šoping i odlazak u salon za uljepšavanje. Takva „uljepšana“ Nina stiže u H-modu i odmah postaje predmet ismijavanja kolega. Istovremeno, David najavljuje Marku da stižu Dragan i Vanesa iz Mondoteksa u Zagreb i da je dogovorio poslovni sastanak s njima u restoranu. Barbara im se odluči pridružiti. Prije odlaska u restoran, David i Marko dogovore skvoš. Za to vrijeme Nina se nađe u neprilici - potrebno je isplatiti dobavljača odmah, a i banka traži mjenicu koju treba potpisati David, a ona ne može s njim stupiti u kontakt. Ne preostaje joj ništa drugo nego osobno otići u klub. Tamo je dočeka Barbara koja je svim silama nastoji spriječiti da dođe do njezinog zaručnika… | 12.7.2010.       |
| 12. epizoda  | Nakon poslovne večere s Draganom i Vanesom iz Mondoteksa, David vozi Ninu kući. Dočeka je Nikolin poziv na maskenbal koji ona najprije odbije zbog napornog poslovnog ritma i količine posla, no naposljetku ipak pristane. Kako bi poslovni dogovor priveli kraju, Vanesa zakazuje i drugi sastanak s Davidom. Barbara čuje razgovor i, ljubomorna na Vanesu, želi poći s na taj poslovni ručak. Jurić traži kreditno izvješće od Nine, a ona mu ga odbija dati bez Davidovog dopuštenja. Kasnije, Nina odlazi do Davida provjeriti je li mu se Jurić požalio. David posumnja da Jurić nešto muti u dogovoru s Petrom. Na Viktorov poticaj, Petar odlazi do Sofije i miri se s njom. No ne radi se o lijepoj gesti, već o proračunatom potezu iza kojeg Petar skriva svoje prave namjere. | 13.7.2010.       |
| 13. epizoda  | Misleći da je provalnik, Vlado je pretukao Nikolu, a sad s njim u bolnici čeka da ga pregledaju. David i Marko pričaju o Vanesi i Barbari dok su one zajedno u shoppingu. Kad se njih dvije vrate u H-Modu, dočeka ih ljutita Patricija s informacijom da je Nina promaknuta u Davidovu pomoćnicu. Barbara odjuri kod Davida i zahtijeva Ninin otkaz, a on primijeti da ih Patricija prisluškuje. Ona mu se požali da su je Nina i ostale tajnice vrijeđale pa Davidu ne preostaje drugo no zatražiti Ninino objašnjenje. Nina mu se ispriča i objasni što se točno dogodilo s Patricijom. Sada Barbara uzima stvar u svoje ruke i direktoru ljudskih resursa, Kovačeviću naredi da organizira sastanak sa svim tajnicama H-Mode. Nakon razgovora s Markom, David prekine sastanak, zamjeri Patriciji ponašanje na poslu i svima daje na znanje da je Nina promaknuta. Za to vrijeme Nikolu, željnog Ninine pažnje, razočara što nije ozbiljnije ozlijeđen. | 14.7.2010.       |
| 14. epizoda  | David, zabrinut, dolazi u Ninin ured i raspituje se o finacijskom izvješću. Za to vrijeme, Petar i Monika raspravljaju o Davidu i svojim zlim planovima. Petar govori Moniki o putovanju u Beograd… Nakon maminog telefonskog poziva, Nina odlučuje posjetiti Nikolu u bolnici. Nikola pokušava šarmirati Ninu. Po povratku u H-Modu, Nina odlazi Juriću tražeći podatke o financijskom stanju tvrtke. Jurić, ljubomoran na Ninine uspjehe, podlo odgovara kako se ona treba brinuti o tim podacima. Petar u Beogradu, s Vanesom i Draganom, vlasnikom Mondoteksa dogovara sbrijansko izdanje „Helene“. Dragan nezadovoljan sadašnjom suradnjom, s Petrom i Vanesom dogovara strategiju uništavanja Davida. Nikolu otpuštaju iz bolnice, a Vlado, želeći zbližiti njega i Ninu, poziva Nikolu na oporavak u domu Brlekovih. Ostatak ukućana nezadovoljan je njegovom odlukom. | 15.7.2010.       |
| 15. epizoda  | David, Nina i Marko razgovaraju o financijskom izvješću H-Mode. Zabrinut zbog nezadovoljavajuće zarade, David traži od Nine izmjenu podataka u izvješću. Nina je u panici… Raspravljajući s IT tehničarom o Internet kafićima, Moniku oduševi nova mogućnost zarade. Petar dolazi u Davidov ured i raspituje se o financijskom izvješću. Naslađuje se kad čuje da ono još nije gotovo. Na izlasku iz Davidovog ureda, Petar prilazi Patriciji s nemoralnom ponudom nudeći joj tako rješenje financijskih problema. Vidjevši ih zajedno, David uvjerava Marka kako se ponovno treba zbližiti s Patricijiom i saznati Petrove planove… Ljubomorna na Ninu, Patricija odlazi Juriću s prijedlogom novoga podmetanja Nini. Aleks vodi probu za modnu reviju. Jedna od djevojaka je i Davidova bivša… U domu Glowatzkih ljutita Barbara obavještava Viktora i Sofiju o Davidovoj novoj namjeri -postavljanju Nine na poziciju zamjenice direktora H-Mode. | 16.7.2010.       |
| 16. epizoda  | Patricija i Marko u Tosci razgovaraju o poslu i svome odnosu. Potom odlaze u Markov stan… Nina stiže kući na večeru kojom Brlekovi slave njezino promaknuće. David se za to vrijeme u klubu zabavlja s bivšom djevojkom. Barbara je ljuta jer joj David ne odgovara na poziv pa provjerava s Ninom gdje joj je zaručnik. Nina, lojalna Davidu, odluči joj slagati. Na Ninin nagovor, David se odluči vratiti kući. Odvodi Barbaru u njen stan, gdje je čeka iznenađenje. Nikola, razočaran što ne može poboljšati odnos s Ninom, raspituje se o njenoj novoj poziciji. Dok razgovaraju, shvaća da Nina vodi dvostruko knjigovodstvo H-Mode prikazujući lažne brojke. U strahu za nju, Nikola stavlja dvostruku lozinku na pristup njenim podacima. U isto vrijeme, Jurić se vraća u H-Modu. Dajući portiru lažan razlog dolaska kasno navečer, odlazi u Ninin ured i pokušava ući u njeno računalo… | 19.7.2010.       |
| 17. epizoda  | Patricija donosi Davidu prijedloge za uređenje kantine H-Mode. No David je nezainteresiran i tjera je iz ureda, nestrpljiv što još uvijek nema Nine s financijskim izvješćem. Monika nastavlja dogovore s informatičarom Anićem oko nabave opreme za svoj Internet kafić. Petar ih zatječe u razgovoru i naslađuje se njezinom suludom idejom. Marko na recepciji upoznaje Koraljku, novu djelatnicu H-Mode. Dok flertuje s njom, prilazi im ljubomorna Patricija. U isto vrijeme, Tony Cetinski stiže u H-Modu snimati naslovnicu „Helene“. Patricija dolazi na set pozdraviti ga. Prisjećajući se Patricije s proslave novogodišnje noći, Tony govori Petru kako je David proveo noć s Patricijom. Petar je zadovoljan dobivenom informacijom… Vidjevši kako David odlazi u salu za sastanke, Patricija odlučuje dokopati se financijskog izvješća. Nini govori kako Jurić želi s njom hitno razgovarati i izvlači je iz ureda. Dok Jurić zadržava Ninu, Patricija se poigrava s izvješćem… Članovi Upravnog odbora H-Mode počinju dolaziti na sastanak. David traži Ninu izvješće. Oboje shvaćaju da je računalo pokvareno… | 20.7.2010.       |
| 18. epizoda  | David je prisiljen odgoditi sastanak Upravnog odbora H-mode na nekoliko sati jer izvješće nije spremno. Svi su nezadovoljni i nervozni te optužuju Ninu daje nesposobna, no David je brani obrazlažući da je Ninin kompjuter blokiran i da nije trenutačno moguće doći do dokumenta. Anić, koji radi u IT odjelu, popravlja Ninin PC i traži Ninu šifre kako bi mogao ući u kompjuter. Petar i Jurić sretnu se na hodniku firme i Jurić govori Petru da nije uspio doći do Nininih dokumenata jer ih je ona šifrirala, no Anić „popravlja“ kompjuter pa ne postoji mogućnost da će izvješće biti dostupno u skorije vrijeme. Kako bi skratili vrijeme do ponovnog sastanka, svi odlaze pogledati nove modele, no nitko nije zadovoljan kvalitetom materijala… Nikola objašnjava Nini da takav kvar na PC-u može biti otklonjen za svega sat vremena i da joj netko namješta. Iako ljut na Ninu što nije napravila backup izvješća, David joj počinje vjerovati da se radi o uroti te da su krivci Petar, Jurić i Anić… | 21.7.2010.       |
| 19. epizoda  | Zbog lošeg poslovanja automehaničarske radionice i potrebe smanjenja troškova, Ninin otac Vlado dobiva otkaz. David je zahvalan Nini što je uspjela lažirati izvještaj, ali ona zbog toga osjeća grižnju savjesti. David poziva Anića na razgovor jer želi saznati tko je odgovoran za krađu dokumenata i blokiranje Nininog kompjutera. Anić krivnju svaljuje na Jurića. Obojica dobivaju otkaz. Ipak, Jurić ne otkriva Davidu da iza krađe dokumenata stoji i Petar, a blokiranja kompjutera Patricija. H-moda će kupnjom jeftinijih materijala uštedjeti, no, iako stoji iza poteza svoga sina vjerujući da se tržište širi i da su takvi potezi možda i neophodni, Viktor nije sasvim siguran da je to prava odluka. Za razliku od njega, Aleks, Barbara i Sofija su nezadovoljni izborom materijala i drže da će se time pokvariti reputacija firme i ekskluzivnost na kojoj se bazira kompanija. Aleks je dodatno šokiran kada sazna da se njegov proračun mora još više smanjiti… David odlučuje unaprijediti Ninu u direktoricu financija i odlazi do Viktora i Sofije priopćiti im vijest. Sada Petar, Barbara, Viktor i Sofija odlučuju o Nininoj sudbini… | 22.7.2010.       |
| 20. epizoda  | Nina odlazi do Aleksa i informira ga o rezanju budžeta koje će se odraziti na kupnju materijala za izradu novih modela. Aleks i Monika izvrijeđaju Ninu, smatrajući je odgovornom za provedbu toga plana. Vlasnik Mondoteksa Dragan zove Davida na poslovni sastanak u Beograd, a David odluči povesti Marka i Ninu. Kada Barbara dozna da Nina odlazi u Beograd, ne može skriti svoju ljubomoru, optužujući Davida da je stalno s Ninom, a premalo vremena posvećuje njoj i organizaciji njihova vjenčanja. Nikola odlazi u H-modu na intervju za posao u IT odjelu. Dobiva posao, no Nina nije zadovoljna. Tvrdi da za njihov odnos nije poželjno da rade na istom mjestu. Iako Nikola tvrdi da premalo vremena provode zajedno, poštuje njezinu želju i odbija posao. Odmah nakon toga Monika čuje njihov razgovor i ponudi Nikoli posao u internet kafiću. Poslije, kada Nikola dozna da Nina putuje u Beograd, između njih izbije velika svađa… | 23.7.2010.       |
| 21. epizoda  | Patricija dolazi do Petra i govori mu kako ne želi sudjelovati u njegovim prljavim igrama. On je ucjenjuje otkrivajući joj kako zna za njezinu vezu s Davidom. U tom trenutku, Barbara ulazi u ured… Za to vrijeme, u Beogradu, David, Marko i Nina dogovaraju novi posao s Vanesom i Draganom, vlasnikom Mondoteksa. Dragan pokušava uvjeriti Davida i Ninu u vrhunsku kvalitetu materijala, pokušavajući im, u dogovoru s Vanesom, prodati loš materijal. Dragan i Vanesa provode svoj podli plan u djelo… U Zagrebu, Barbara odlučuje vidjeti Aleksove skice za svoju vjenčanicu. Kad sazna da je Davidova bivša djevojka zaštitno lice njihove nove modne kampanje, strašno se naljuti i odluči provjeriti što David zaista radi u Beogradu. | 26.7.2010.       |
| 22. epizoda  | Barbara stigne u Beograd i u Davidovoj hotelskoj sobi pronađe Ninu. Iako isprva iznenađena kada je ugleda u pidžami u sobi svog zaručnika, shvaća da nema razloga za ljubomoru i da Nina govori istinu kada kaže da je David na poslovnoj večeri. Odluči ga pričekati u sobi, a vrijeme krati pijući šampanjac s Ninom. Za to vrijeme, Davida na večeri zavodi Vanesa. Dragan otkriva Petru da je David potpisao ugovor s Mondoteksom, a da ga pritom nije niti pročitao. Naime, Dragan je u ugovor dodao stavke koje će Davida, kada ih otkrije, staviti u vrlo nezgodan položaj. U Zagrebu David daje Nini ovlasti za potpisivanje poslovnih dokumenata s klijentima i dobavljačima. | 27.7.2010.       |
| 23. epizoda  | Patricija je izbezumljena od bijesa kada sazna da će joj i Nina biti šefica. Nešto kasnije, Patriciji i Barbari u Tosci se pridružuje Aleks, koji počinje provocirati Barbaru, nezadovoljan njenom reakcijom na problem s Mondoteksovim materijalima. Kod kuće Nina s tatom razgovara o njegovom gubitku posla. Viktor i Sofija odlaze na put, a upravljanje firmom prepuštaju Davidu i Barbari. Monika dolazi kod Petra provjeriti jesu li istinita nagađanja da je u novoj vezi. U međuvremenu, Petar ucjenom nagovara Patriciju da zajedno večeraju. David priprema večeru za Barbaru. Na vratima se pojavljuje neočekivana gošća. | 28.7.2010.       |
| 24. epizoda  | Barbara uživa s Davidom, ali je neugodno iznenadi kada je obavijesti da će ostati na kasnom sastanku. Tada je nazove Petar s planom da izvede još jednu spletku. Nikola stiže u kuću Brlekovih, no ne sreće Ninu, koja je na poslu, ali ostane razgovarati s Vladom. David se nađe sa svojom neočekivanom gošćom, Vanesom. Kasno navečer u H-Modi, već umorna, Nina proučava ugovore. Nikola je želi iznenaditi i dolazi joj u ured. U isto vrijeme stiže i ljutita Barbara tražeći Davida. Nina opravdava Davida, ali Barbara shvaća kako joj laže. Monika nazove Petra, koji večer provodi s Patricijom. Shvativši kako Monika želi vidjeti Petra, Patricija ga odlučuje zadržati za sebe. U domu Glowatzkih, očajna Barbara u suzama dočekuje Davida. Sumnjajući na prevaru, traži objašnjenje. | 29.7.2010.       |
| 25. epizoda  | U domu Brlekovih, Nina i njen brat razgovaraju o njegovim planovima za budućnost. Nina povjerava bratu da ju je Nikola zaprosio. Ljutita Monika želi Petrovo objašnjenje o njegovom izbivanju tijekom noći. Barbara i dalje sumnjajući u Davidovu prevaru odlučuje saznati istinu angažirajući privatnog istražitelja. | 30.7.2010.       |
| 26. epizoda  | Privatni istražitelj stiže u H-Modu. Potplaćujući zaštitara, dolazi do snimke sigurnosnih kamera. Kada Barbara pogleda snimku na kojoj Nikola prosi Ninu, odluči je prikazati svima u H-Modi. Nina, ne znajući što joj se priprema, stiže u konferencijsku salu. | 2.8.2010.        |
| 27. epizoda  | Ninina obitelj raspravlja o Davidovoj želji da ode u Sarajevo na fotografski tečaj. Davor je razočaran tatinim protivljenjem te Nina odlučuje uzeti stvar u svoje ruke. Barbara se nalazi s privatnim istražiteljem koji joj podnosi izvješće o Davidovom kretanju. I dalje nije sigurna u njegovu vjernost. U H-Modi Patricija nastavlja dvostruku igru. | 3.8.2010.        |
| 28. epizoda  | David obavještava Ninu o neplaniranom sastanku s Mondoteksom i svojim novim odlukama. Sofija Glowatzky posjećuje očajnu Barbaru. Dok razgovaraju o Davidu, Sofija uviđa kako je Barbara ljubomorna i pokušava joj pomoći. Barbara zakjućuje što će biti cilj istrage unajmljenoga istražitelja. Kasno navečer Nikola dolazi kod Brlekovih nadajući se Niniom pozitivnom odgovoru na njegovu prosidbu. | 4.8.2010.        |
| 29. epizoda  | Nina obavještava obitelj kako bratu želi platiti fotografski tečaj u Bosni, no ne otkriva pravi izvor dodatnoga prihoda. U međuvremenu, Barbara daje upute privatnom detektivu o novim ciljevima istrage. U Beogradu, David, Marko i Nina dolaze na potpisivanje ugovora s Mondoteksom. David i dalje razmišlja je li to dobar poslovni potez u H-Modu. | 5.8.2010.        |
| 30. epizoda  | U H-Modi je novi radni dan. Nina stiže u ured, ne želeći razgovarati s ostalim kolegama koji su zatečeni njezinim ponašanjem. Aleks je razočaran kada sazna istinu o ugovoru s Mondoteksom. U Beogradu, zadovoljni Dragan i Vanesa razgovaraju o ostvarivanju svojih planova. | 6.8.2010.        |
| 31. epizoda  | U H-Modi sve je u znaku proslave godišnjice Glowatzkih. Sofija donosi pozivnicu Aleksu i Sanji, Viktorovoj bivšoj tajnici, a Marko kao pratilju poziva recepcionerku Koraljku. David razgovara s Ninom o poslu i obavještava ju o povišici i zabavi. Nešto kasnije, dok razgovaraju o osnivanju nove firme, David i Marko odluče Nini ponuditi vodeću poziciju. Ljutit što Petar nije pozvao Moniku na zabavu, Aleks joj govori da mora odlučiti želi li s Petrom biti u poslovnom ili privatnom odnosu. Barbara posjećuje Sofiju i Viktora s podlom namjerom-govori im kako je Dragan iz Mondoteksa ponudio Nini mito koji je ona umalo prihvatila te uvjerava Viktora kako bi joj trebalo dati otkaz zbog nelojalnosti. | 9.8.2010.        |
| 32. epizoda  | Viktor i Sofija su u bolnici nakon prometne nezgode. Dok su na pregledu, stižu Petar, Barbara i David koji je s proslave otišao s Vanesom. Za to vrijeme, Marko provodi večer s Patricijom i ostaje zapanjem njezinim priznanjem kako je provela noć s Davidom. Barbara, vidno potresena Viktorom i Sofijinom prometnom nezgodom, odluči Davidu priznati istinu o angažiranju privatnog istražitelja i kopanju po detaljima nesreće svojih roditelja. | 10.8.2010.       |
| 33. epizoda  | U H-Modi Aleks asistenticama dogovara sve potrebno za svoju modnu reviju u Makedoniji. Kako bi na pisti sve izgledalo savršeno, Aleks odlučuje napraviti probnu reviju za nove modele, no, kako mu nedostaje djevojka, angažira Patriciju. Marko, koji je saznao za Patricijinu avanturu, odluči o svemu ispitati Davida. U trenutku kada David odluči priznati Marku što se točno dogodilo, ulazi Barbara i sama doznaje istinu. Barbara po cijeloj H-Modi izbezumljeno traži Patriciju, kad ju pronađe na modnoj reviji, odlučuje pred svima reći istinu i osramotiti ju. | 11.8.2010.       |
| 34. epizoda  | Skandal s Barbarom i Patricijom još uvijek je glavna tema djelatnika H-Mode i obitelji Glowatzky. Petar posjećuje Barbaru i uvjerava je kako treba raskinuti zaruke s Davidom, a Patricija se mora suočiti s osuđivanjem kolega na poslu, ali i mogućem otkazu. G. Kovačević je primijetio kako zaposlenici H-Mode sve manje zalaze u kantinu, pa je odlučio nešto poduzeti kako Martina ne bi ostala bez posla. Kao pokriće poslovanju H-Mode, osnovana je nova, tajna firma kojoj je potreban početni kapital. Stoga se, Nina i Nikola, na čije je ime firma otvorena, odlučuju na brzu zaradu. Nakon što je David uplatio novac na račun nove firma, Nikola kupuje dionice na burci i zarađuje. | 12.8.2010.       |
| 35. epizoda  | Nikola je uz pomoć svoje tete i Monike započeo još jedan uspješan posao u kafiću preko puta H-Mode priprema slasne krumpiriće za kojima su poludjeli svi zaposlenici. Čak su i asistentice bile primorene lagati Martini i kriomice kroz zapušteno skladište otići po porciju krumpirića. Čim je čuo da je Barbara prekinula zaruke, Marko se odluči iskupiti Davidu. Sofija moli Barbaru da oprosti Davidu što se spetljao s Patricijom prije nego što su njih dvoje prohodali. U međuvremenu, Petar je smislio još jedan plan kako bi uništio Davida, a nove žrtve su Aleks i Dragan, direktor Mondoteksa. | 13.8.2010.       |
| 36. epizoda  | Nakon što se potukao s Draganom, Aleks je odlučio napustiti H-Modu i raskinuti dosadašji ugovor. Priznajući Aleksu da je pogriješila pri kupnji tkanine od Mondoteksa, Nina ga još jednom zamoli da se vrati u H-Modu. Petar se pod svaku cijenu želi riješiti Nine jer je Davidova desna ruka vodi sav njegov posao. Sofija i Viktor šeću gradom i pričaju o problemima svoje djece. Kako Viktor vjeruje da David postupno nezrelo i u poslu i s Barbarom, Sofija ga nagovara da popriča s njim i da mu pomogne. Mira više ne može gledati Vladu kako se izležava na kauču i gleda sapunice, pa mu sastavlja popis laganih kučanskih poslova koje može napraviti dok ona radi. | 16.8.2010.       |
| 37. epizoda  | Sada kada imaju dosta slobodnog vremena, Sofija i Viktor se odluče posvetiti malo sebi-ona će otići k frizeru i kozmetičarki, a on će slagati makete. G. Kovačević je pronašao rješenje kako će pomoći Martini i vratiti zaposlenike u kantinu. S obzirom na to da ju je Monika zamolila da pokuša nagovoriti Aleksa da se vrati u H-Modu, Barbara zajedno s Ninom i Aleksom odlazi na kratko druženje u Toscu gdje će dogovoriti novi poslovni plan. Aleks pristaje vratiti se na staro radno mjesto, ali pod uvjetom da se ubrzo napravi modna revija donjeg rublja na kojoj će Nina biti glavni model. | 17.8.2010.       |
| 38. epizoda  | Nina je poludjela vidjevši dopis g. Kovačevića u kojem se zaposlenicama naređuje gdje moraju jesti za vrijeme radnog vremena te se odlučila s njim obračunati. Patricija je otišla do Barbare kako bi joj vratila odjeću i novce koje je od nje davno posudila. Umjesto da su se dvije donedavno najbolje prijateljice nastavile svađati i optuživati za prijevare, Barbara i Patricija su se ipak uspjele pomiriti. G. Kovačević priznaje Marku kako mu se Koraljka već duže vrijeme sviđa te ga moli da je ostavi na miru. Kad je Nina počela objašnjavati Davidu da su za Aleksov povratak u H-Modu zaslužne Barbarine diplomatske vještine, na vrata njegovog ureda zabunom je ušao Vlado. A kako je on još uvijek bez posla, Davidu je sinula ideja da se zaposli kod Glowatzkih kao vozač. | 18.8.2010.       |
| 39. epizoda  | Aleks užurbano priprema reviju ženskog donjeg rublja, a svoje ideje o nazivu i izgledu revije s ponosom iznosi nezainteresiranom Davidu. Nina je zamolila Martinu da joj pomogne u mršavljenju te da joj isplanira zdrav jelovnik kojeg će se striktno držati. Nikola je razočaran što nema gužve u njegovom kafiću otkako je u H-Modi objevljena poslovna zabrana, te je na rubu bankrota. No uz pomoć Marka, koji je u H-Modu unio porciju krumpirića u praznoj kutiji za kompjuter, Nikola će sačuvati svoj posao. Monika i Petar se prepucavaju zbog loše izvedenog plana svrgavanja Davida, i dok se Petar htio rješiti Aleksa i Nine kako bi time uništio i Davida, Monika mu govori kako se previše bavi nepotrebnim stvarima i situacijama. | 19.8.2010.       |
| 40. epizoda  | Nina je pozvala Martinu na obiteljsku večeru kod svojih roditelja gdje će joj pokazati nekoliko vježbi za skidanje kila i objasniti joj pravila zdrave prehrane. Ispostavilo se da je na istu večeru pozvan i Nikola pa su se njih dvoje cijelu večer prepucavali za stolom. Otkako je Barbara prekinula s njim, David sve češće izlazi van s Markom kojeg zabrinjava Koraljkino zbližavanje s g. Kovačevićem. Dok su dečki u kafiću uživali u društvu dviju nepoznatih djevojaka, pojavile su se Barbara i Patricija. Vlado je odradio svoj prvi dan kao osobni vozač Sofije i Viktora Glowatzkog. | 20.8.2010.       |
| 41. epizoda  | U-Modu dolazi Violeta Luksić, suvlasnica izdavačke kuće u Beogradu, koja je zainteresantna za predstavljanje srpskog izdanja časopisa Helena. Violeta je zbog mnogih neobičnih zahtjeva za sebe i svog pratioca, Bubija, zadala glavobolje Davidu i Nini, a najveći je problem bila makrobiotička hrana. Sofija je dogovorila ručak s prijateljicama, a Viktor joj predloži da je Vlado odveze do grada i pomogne joj u šopingu. Vidjevši kako Vlado izgleda smiješno u košulji i trapericama, Sofija odluči potražiti najboljeg stilista u H-Modi, kako bi ga petvorio u pravog poslovnog muškarca. Koraljka još uvijek kriomice donosi Nikoline krumpiriće U-Modu, brinući se da Martina ne sazna za to. | 23.8.2010.       |
| 42. epizoda  | Pred sam kraj radnog vremena Koraljka se zabavlja ljepljenjem pozivnica za skorašnju Aleksovu modnu reviju donjeg rublja, a David, Marko i Nina uzimaju pauzu i odlaze na večeru. Dok su silazili liftom, na tren je nestalo struje pa se lift zaustavio između katova. S obzirom na to da su Nina i David ostavili svoje mobitele u konferencijskoj sali, a u Markovom mobitelu se ispraznila baterija, preostalo im je da vikom pozovu Koraljku u pomoć. Vrijeme su kratili prepričavanjem događaja Nininog prvog radnog dana… | 24.8.2010.       |
| 43. epizoda  | Dok se Nina priprema za večerašnji modni debi na reviji donjeg rublja, Martina primijeti kako se Sanja kriomice sladi krumpirićima koje joj je Nikola upravo donio u kutiji za kompjuter. Kako bi ga spriječila da u buduće donosi krumpiće njenim kolegama, Martina odlazi za njim i žestoko se posvode na parkingu ispred H-Mode. Jedan je krumpirić ispao iz kutije, a Patricija, koja je s Koraljkom gledala prepirku, za osvetu ga je ugurala u auspuh Markovog auta. Čim je on upalio motor, krumpirić pogodi Nikolu u glavu i on se odmah onesvjesti. Krivom je proglašena Martina. | 25.8.2010.       |
| 44. epizoda  | Markov iznenadni izlazak na modnu pistu popraćen je u svim novimana. U H-Modi svi hvale njegov potez osim Davida koji je ostao zatečen cjelokupnom situacijom za koju nije bio pravavremeno obavješten. Dragan obavjesti Ninu kako Mondoteksovi dioničari ne odobravaju poslovanje s tvrtkom „Buco Com“ s obzirom na to da im dionice padaju te u Sarajevo šalju svojeg zastupnika koji će napraviti inspekciju u uredu „Buco Coma“. Nina je primorana o tome obavjesti Davida i zamoli za pomoć. Nikola je još uvijek u bolnici zbog laganog ptresa mozga, a Petar zatraži od Patricije da još jednom pokuša razoriti vezu Davida i Barbare. | 26.8.2010.       |
| 45. epizoda  | David, Nina i Nikola uspješno su obavili razgovor s Mondoteksovim zastupnikom pa im prije odlaska u Zagreb preostaje uživati u društvu Nikoline tetke Fikrete. David sazna da je i Ninin brat također u Sarajevu te joj odobri nekoliko slobodnih dana, a on i Nikola se vraćaju u Zagreb. Nina pristane ostati s bratom, ali uz molbu da David večeras ostane u bolnici i starijim osobama pročita barem jedan ulomak iz njihove najdraže knjige. Martina slučajno zalije Petra s kavom, na što se on naljuti i pred g. Kovačevićem toliko pobjesni na nju da započne svađu nakon koje ona dobije izvaredni otkaz. | 27.8.2010.       |
| 46. epizoda  | Barbara posjeti Davida u njegovom uredu koko bi još jednom dobila potvrdu njihove ljubavi. Kako bi je umirio, David je još jednom zaprosi, a iznenađena Barbara opet pristane. U kantini Sanja, Koraljka i Marko nagovaraju g. Kovačevića da ispravi pogrešku i vrati Martinu natrag na posao, kao i da joj povećaju plaću. Monika je zadovoljna izgledom novog broje Helene, ali i svojim imenom pored titule glavne urednice. Navečer, kod Glowatzkih, Petar poludi kada čuje da su David i Barbara obnovili zaruke. | 30.8.2010.       |
| 47. epizoda  | Presretna zbog vjenčanja Barbare i Davida, Sofija im ponudi svoju pomoć u planiranju zabave, ali i odabiru Barbarine vjenčanice. Barbari se to nimalo ne sviđa jer je već sama zatražila savjet od Aleksa. Zbog toga prekida Davida usred sastanka. Istovremeno, djevojke su okupirane mladim Rikardom, koji s H-Modom pokušava dogovoriti kupnju najskupijih torbi na svijetu. Patricija kromice ulazi u Monikin ured u nadi da će pronaći torbu koju je Monika trebala dobiti za uspješno obavljen posao. | 31.8.2010.       |
| 48. epizoda  | Aleks izlaže Davidu svoju zamisao sljedeće modne revije H-Mode, koja može izgledati kao bilo koja svjetska, samo ako uz svoje kreacije prilaže Rikardove skupe torbice. S obzirom na to da David i Nina smatraju da je to skup projekt koji si H-Moda trenutno ne može priuštiti, Aleks opet prijeti otkazom. Monika primijeti da je Patricija uzela njezinu torbu pa je zatraži natrag. Kap koja je prelila čašu Monikinog strpljena je novi broj časopisa Helena u čijem impressumu ne piše da je ona glavni, već gostujući urednik. | 1.9.2010.        |
| 49. epizoda  | Nikola saznaje da su on, Nina i David postali bogataši jer su na vrijeme umnožili novac tvrtke "Buco com". Nikola odmah izvjesti Ninu o lijepim vjestima, ali ne i Davida - zasad će tu vijest tajiti od njega jer ima dovoljna briga. Otkako su ih iznevjerili Petar i Rikardo, Monika i Aleks razmišlaju o promjenama u svojim životima. Odluče pronaći nove i bolje ljubavne partnere. Ninina majka Mira zabrinuta je za Vladu koji svaku večer dolazi: kući umoran, ali i sretan što ima posao kod Glowatzkih. Na Monikin nagovor, Nikola odluči uložiti u sebe i zbog vrhunski odrađenog posla u Buco Comu odluči si pokloniti novi auto. | 2.9.2010.        |
| 50. epizoda  | Mira dobije usmenu opomenu od šefice Višnje jer je zaboravila izmjeriti tlak bolesniku. Na hodniku sretne doktora Milića, a on joj predloži da se prijavi za natječaj za posao glavne medicinske sestre. U H-Modi, Barbara prekida poslovni sastanak između Davida, Marka i Nine, kako bi se opet izjadala o problemima koje ima sa Sofijom. Patricija upoznaje svoje kolegice sa svojom novom simpatijom, g. Krajačem, biznismenom kojeg je baš večer prije u baru šarmirala Monika. Nikola se boji svoj novi auto parkirati ispred kafića pa zamoli Moniku da mu ustupi svoje parkirno mjesto ispred H-Mode. | 3.9.2010.        |
| 51. epizoda  | Sofija uživa dok pomaže Davidu i Barbari u pripremi vjenčanja godine, a posebno je raduje zanimljiv sastav koji je pronašla. Barbara njezin trud tumači kao hir pa odluči s Davidom pobjeći u inozemstvo i tamo se tajnosti udati. Gospodin Žarko iznenadi Patriciju još jednim pozivom na ručak, a Monika odluči probiti led i pozvati Nikolu u svoj stan, pod izlikom da joj ne radi internet u spavaćoj sobi. David je nezadovoljan prodajom nove kolekcije u Makedoniji i od suradnika zatraži hitno djelovanje. No oni se ne mogu složiti oko strategije-hoće li Marko osmisliti zanimljiv marketinški potez ili će Aleks prekrajiti cijelu kolekciju. | 6.9.2010.        |
| 52. epizoda  | Monika se požali Aleksu da je sinoćnji spoj bio katastrofa pa on savjetuje Nikoli kako ponovno pridobiti Moniku da izađe s njim. Dok David, Marko i Nina u uredu traže rješenje za makedonsku lošu prodaju, Koraljka ima prijedlog koji bi mogao rješiti neugodnu finacijsku situaciju. Ninina majka Mira razmišlja o prijavi za glavnu medicinsku sestru, a šef je ohrabruje u toj ideji. Patricija je ljuta na Žarka jer joj se cijeli dan ne javlja na mobitel. | 7.9.2010.        |
| 53. epizoda  | Nikola se budi u Monikinom krevetu zadovoljan što je proveo noć ljubakajući šeficu, a njoj je nelagodno i osjeća se zbunjeno. Barbara planira reći Sofiji da više ne želi trpjeti njezine sulude ideje oko vjenčanja, ali bi joj prešutjela da bježi s Davidom u inozemstvo. Petar i djevojke u H-Modi zapanjeni su Monikinim veselim raspoloženjem i sve bi dali da znaju razlog njezine nagle transformacije. | 8.9.2010.        |
| 54. epizoda  | Žarko je izveo Patriciju na još jednu večeru i, prije negoli je ona počela prigovarati njegovom ponašanju, iznenadi je pozivom u Barcelonu, gdje može šopingirati dok je on na poslovnom sastanku. Nina i Vlado kasne na večeru, a to jako razljuti Miru koja više ne želi slušati o gospođi Glowatzkoj. Nina je nesretna što još nije dobila pozivnicu za vjenčanje Davida i Barbare, a svi zaposlenici H-Mode već su odavno pozvani. | 9.9.2010.        |
| 55. epizoda  | Marko se budi uz nepoznatu djevojku koju je, zbog sinoćnjeg pijanstva, zamijenio s Koraljkom. Osim te neugodnosti, djevojka ga podsjeti i da je zakazao u krevetu. David je ljut na Barbaru jer je „zaboravila“ pozvati Ninu na vjenčanje, a Barbara je razdražljiva jer vjenčanje organizira sama, bez njegove pomoći. U H-Modu iznenada dolazi gospođa Kralj, Aleksova majka i vlasnica poznatog talijanskog centra za uljepšavanje. Aleks nije sretan zbog majčinog posjeta jer nije stigao pripremiti lažnu sliku o sebi - osim što majci nikad nije priznao da je gay, lagao je da ima zaručnicu. | 10.9.2010.       |